# Nicholas Ostler
Nicholas Ostler (Bath, 20 maggio 1952) è un linguista e scrittore britannico.

## Biografia
Ostler ha studiato al Balliol College di Oxford, dove ha conseguito lauree in greco, latino, filosofia ed economia. Successivamente ha studiato con Noam Chomsky al Massachusetts Institute of Technology, dove ha conseguito il dottorato in linguistica e sanscrito.
Il suo libro del 2005 Empires of the Word: A Language History of the World documenta la diffusione della lingua nel corso della storia dell'umanità. Il libro analizza e spiega la diffusione delle varie lingue semitiche della Mesopotamia, inclusi l'accadico e l'aramaico, esamina lo sviluppo del cinese attraverso i secoli e la diffusione del latino in entrambe le parti dell'Impero Romano.
Il suo libro del 2007 Ad Infinitum: A Biography of Latin si occupa specificamente della lingua dei Romani, sia prima che dopo l'esistenza del loro Impero. Il libro si concentra sull'ascesa, la diffusione e il dominio del latino, sia tra le altre lingue della penisola italiana nella prima parte del I millennio a.C., sia tra le lingue dell'Europa occidentale nel Medioevo e oltre, presentando la vita del latino come un biografo avrebbe presentato la vita del suo soggetto. Nel libro, Ostler polemizza duramente contro l'etichetta "lingua morta" che viene spesso affibbiata al latino.
Attualmente è presidente della Foundation for Endangered Languages e vive a Hungerford, in Inghilterra.

## Opere
- Empires of the Word: A Language History of the World. HarperCollins: London and New York, 2005.
- Ad Infinitum: A Biography of Latin.  HarperCollins in the UK, and Walker & Co. in the USA: London and New York, 2007.
- The Last Lingua Franca: English until the Return to Babel.  Penguin in the UK, and Bloomsbury/Walker Books in the USA. London and New York, 2010.  (ISBN 0802717713)
- Passwords to Paradise: How Languages Have Re-invented World Religions..  Bloomsbury. London and New York, 2016.